# Duc de Reichstadt
 (mars 2023).
Si vous disposez d'ouvrages ou d'articles de référence ou si vous connaissez des sites web de qualité traitant du thème abordé ici, merci de compléter l'article en donnant les références utiles à sa vérifiabilité et en les liant à la section « Notes et références ».

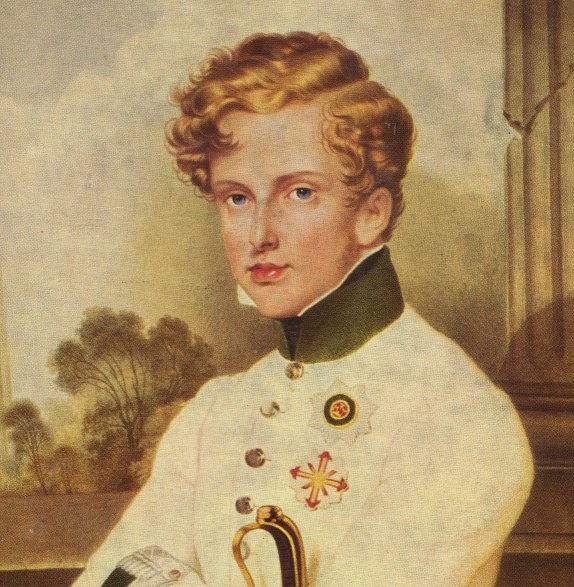
Napoléon II, duc de Reichstadt (par Moritz Michael Daffinger).

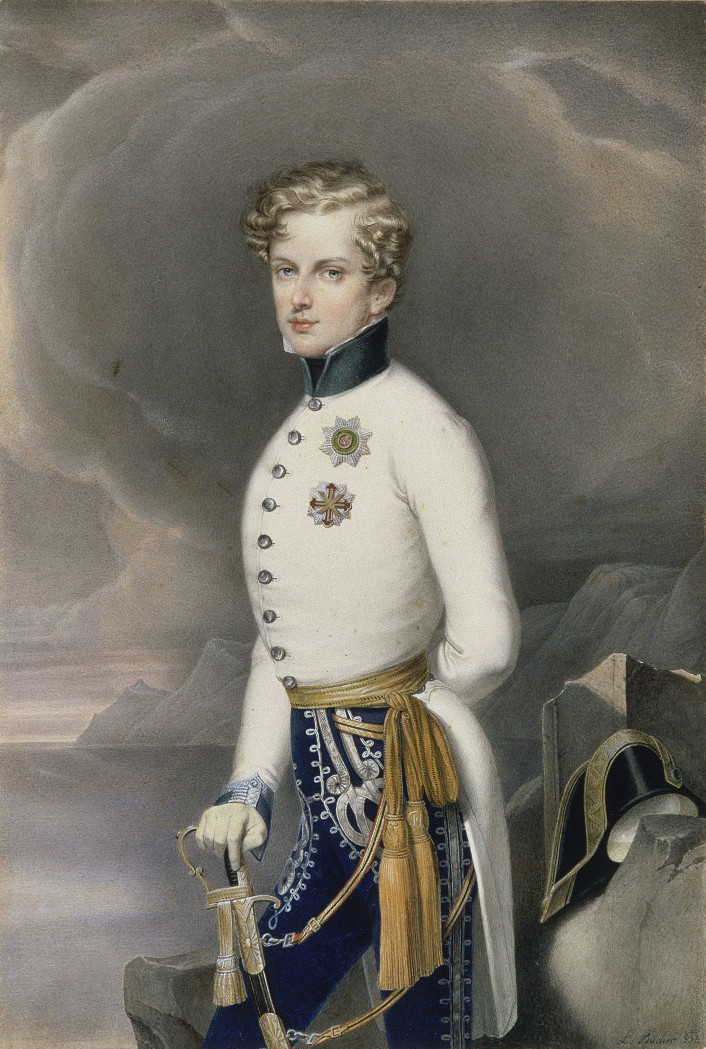
Le duc de Reichstadt en uniforme.

Duc de Reichstadt est le titre donné à Napoléon François Joseph Charles Bonaparte, roi de Rome, empereur des Français sous le nom de « Napoléon II », fils de Napoléon Ier et de Marie-Louise d'Autriche, et petit-fils par celle-ci de François Ier d'Autriche, dont il tient son titre.

## Origine du titre
François Ier d'Autriche traite le fils de sa fille, qui avait été proclamé brièvement empereur des Français sous le nom de Napoléon II, comme un membre de la maison de Habsbourg et le fit élever comme et parmi les archiducs d'Autriche.
Il souhaita lui conférer un titre, des armes, des revenus qui lui permissent de tenir son rang à la cour. À cette fin, le 22 juillet 1818, il délivra plusieurs lettres patentes. La première érige en duché le domaine de Reichstadt, la deuxième lui attribue le titre de duc de Reichstadt avec la qualification d'altesse sérénissime, la troisième lui assure ces terres par acte de donation. Il érigea la ville de Reichstadt en duché héréditaire et fixa par quatre lettres patentes impériales du 22 juillet 1818 le titre, les armes, le rang et les revenus de son petit-fils. L'empereur François Ier d'Autriche précisa également que le duc de Reichstadt devait prendre rang, tant à sa Cour que dans l'étendue de l'empire d'Autriche, immédiatement après les princes de sa famille et les archiducs d'Autriche.
Le 30 août 1818, l'empereur François Ier d'Autriche prit par disposition particulière dans la perspective d'un mariage du duc, la décision d'ériger en majorat ces terres en faveur d'une descendance masculine.

## Reichstadt
Reichstadt était une petite ville de Bohême et s'appelle aujourd'hui Zákupy et fait partie de la République tchèque.
Son nom allemand signifie « ville d'Empire », ce qui peut être compris comme « ville libre » car dépendant directement de l'Empereur.
Le duché de Reichstadt n'était pas un duché souverain. Son titulaire ne s'y rendit jamais.

## Armes
De gueules à deux lions passants et une divise d'or, l'écu ovale tenu par deux griffons de sable et d'or tenant chacun une bannière de guerre aux armes. Chapeau et manteau ducaux.
On peut noter leur ressemblance aussi bien avec celles des Bonaparte avant leur ascension qui sont de gueules à deux barres d'or accompagnées de deux étoiles du même qu'avec celles de la maison d'Autriche qui sont de gueules à la fasce d'argent.

Armoiries du duc de Reichstadt.
Armes du duc de Reichstadt : de gueules à deux lions passants et une divise d'or.
Armes de la famille Bonaparte avant Napoléon Ier : de gueules à deux barres d'or accompagnées de deux étoiles à six rais du même, une en chef, l'autre en pointe.
Armes de la maison d'Autriche : de gueules à la fasce d'argent.